# Das Echo der Erinnerung

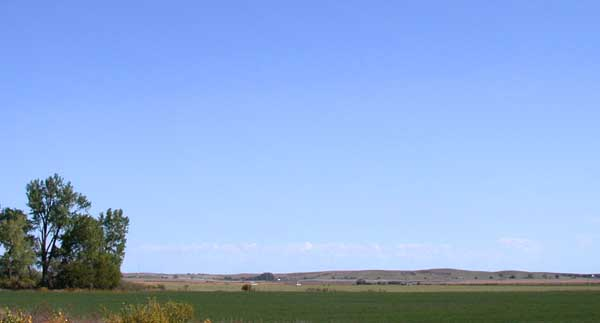
Landschaft bei Kearney, Nebraska

Richard Powers’ neunter Roman Das Echo der Erinnerung (Originaltitel The Echo Maker) aus dem Jahr 2006 erzählt die Geschichte eines Unfallopfers, eines jungen Mannes aus Nebraska, der nach schweren Kopfverletzungen seine nächsten Angehörigen nicht mehr erkennt. In seiner Verzweiflung entwickelt er Erklärungen für eine Welt, die ihm in entscheidenden Details plötzlich als Fälschung erscheint.
Das Buch wurde mit dem National Book Award ausgezeichnet.

## Inhalt

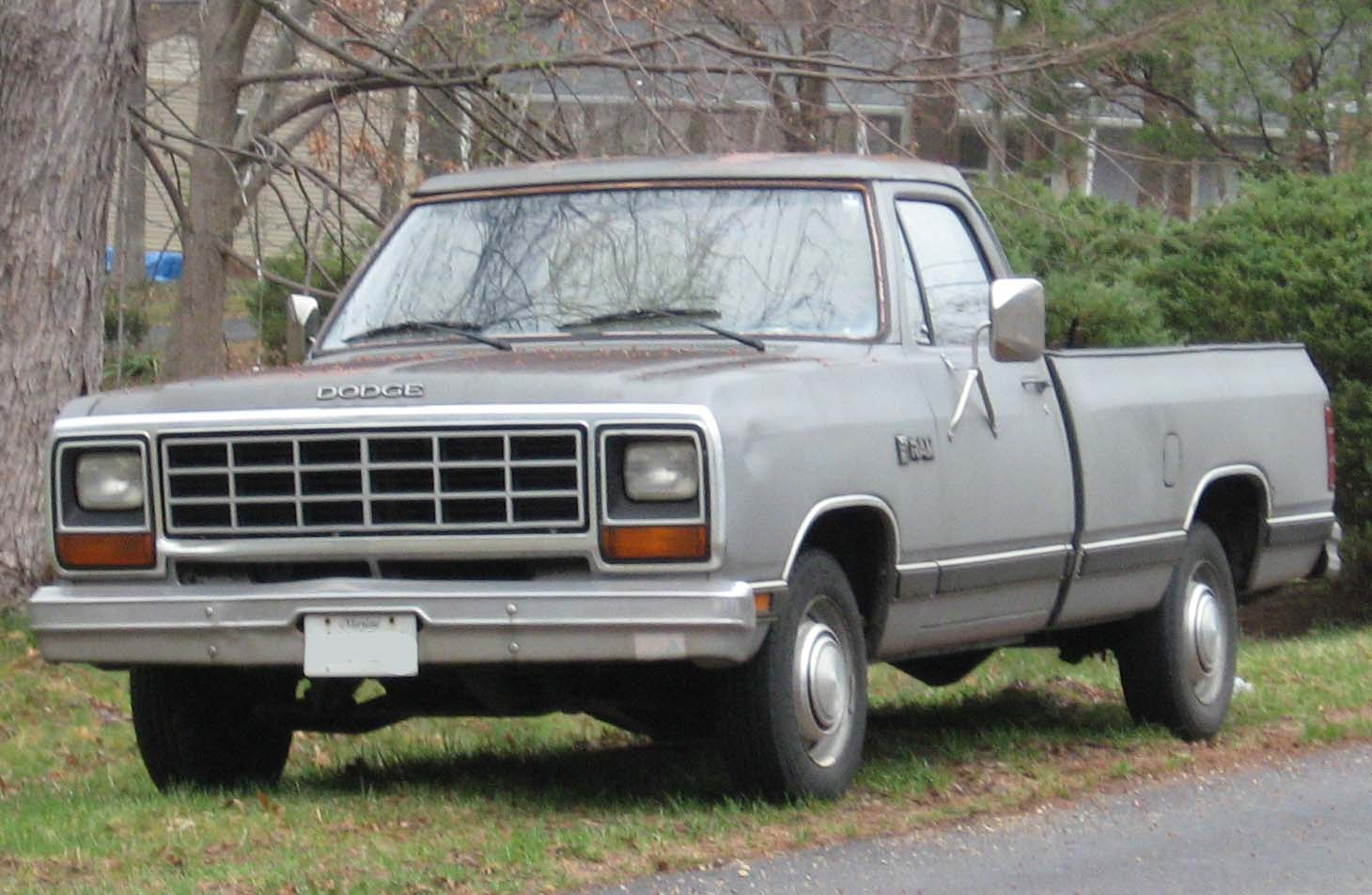
Dodge Ram, wie Marks Unfallauto

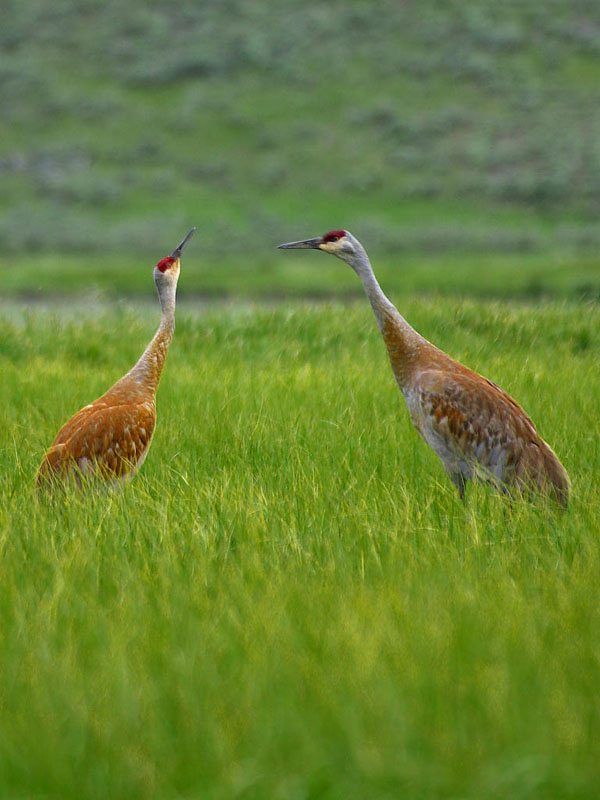
Kanadakraniche

Der 27-jährige Mark Schluter gerät mit seinem Pick-up auf schnurgerader Straße aus unerklärlichen Gründen ins Schleudern. Erst Stunden später schweißt ihn die von Unbekannten alarmierte Feuerwehr aus dem Wrack. Nach langem Koma erwacht er, hat aber keinerlei Erinnerungen mehr an den Unfall. Reifenspuren weiterer Wagen am Unfallort und eine geheimnisvolle Nachricht geben der Polizei Rätsel auf. Aufopfernd gepflegt von seiner Schwester Karin und der attraktiven Schwesternhelferin Barbara findet Mark mühsam ins Leben zurück. Sein Gehirn scheint aber unheilbar geschädigt; er zeigt Symptome des Capgras-Syndroms, einer seltenen psychischen Erkrankung, bei der nahe Lebensgefährten als durch identisch aussehende Doppelgänger ersetzt erscheinen. Marks Krankheit zieht den berühmten Neurologen Gerald Weber an, der sich für Mark als Fallstudie für seine nächste Publikation interessiert. Aus der verzerrten Perspektive des Kranken, der immer stärker paranoide Wahnvorstellungen entwickelt, und der medizinischen Sicht des alternden Wissenschaftlers entwickelt sich ein kritischer Blick auf die infantile und zugleich zerstörerische amerikanische Lebenswelt.
Der Roman konfrontiert dieses zeitgenössische Geschehen mit einem archaischen Ereignis, dem Vogelzug der Kanadakraniche, die seit Jahrtausenden in der Region um den Platte River bei Kearney einige Wochen Station auf ihrem Zug nach Alaska machen. Für diese Spezies werden die Menschen zur Gefahr, immer weiter sinkt der Wasserspiegel des Platte River, der den Vögeln auf ihrem Weg Rastplatz und Nahrung bietet. Die Personen der Handlung werden in die umweltpolitischen Auseinandersetzungen verwickelt. Marks verkannte Schwester Karin nimmt sowohl ihre frühere Beziehung mit dem Umweltschützer und Leiter der Kranichstation Daniel als auch mit dem Vertreter eines Immobilienprojekts, das von den Kranichen profitieren will und zugleich ihre Welt gefährdet, wieder auf.
Nach diversen vergeblichen Rettungsversuchen der Ärzte richtet sich Marks Hoffnung zunehmend auf die Klärung des Unfallhergangs. Immer wieder versucht er herauszufinden, ob und wie die Menschen seiner Umgebung an dem Unfall beteiligt waren. So absurd dieser Gedanke eines psychisch Kranken anfangs auch wirkt, er gewinnt doch immer mehr an Kontur. Anscheinend waren seine besten Freunde irgendwie am Unfall beteiligt. Auch die Schwesternhelferin Barbara scheint plötzlich verdächtig. Nach einem Suizidversuch Marks öffnen sich die Menschen, die Wahrheit tritt ans Licht, Lebenslügen zerbrechen. Am Ende entwickeln sich für Mark Heilungsperspektiven; der anfangs so selbstgewisse Neurologe zerbricht an den erschreckenden Einsichten in die Komplexität der menschlichen Psyche.

## Themen

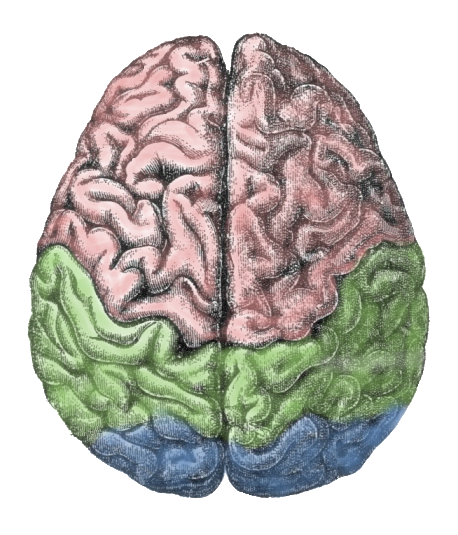
Menschliches Gehirn

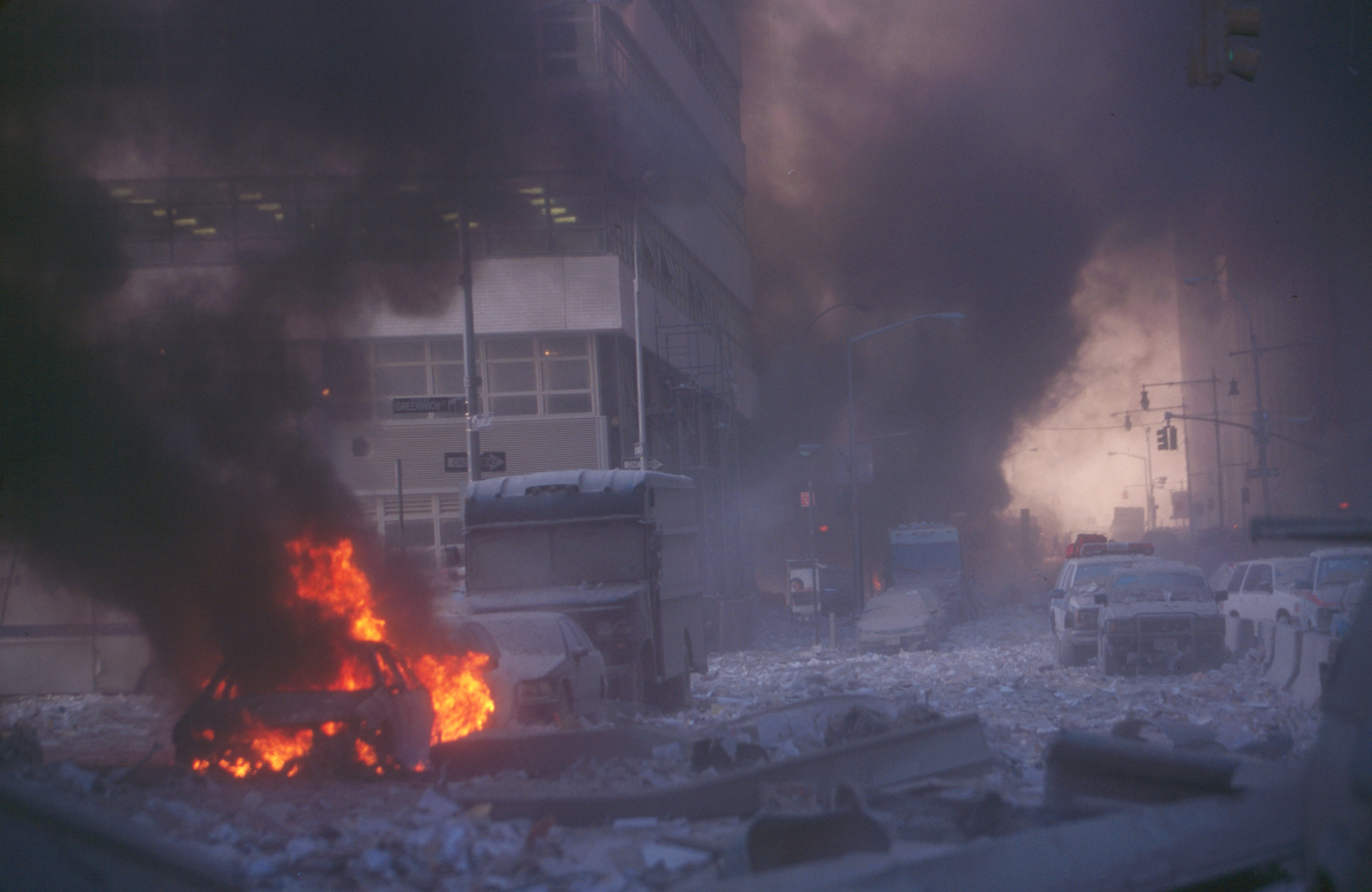
Ground Zero

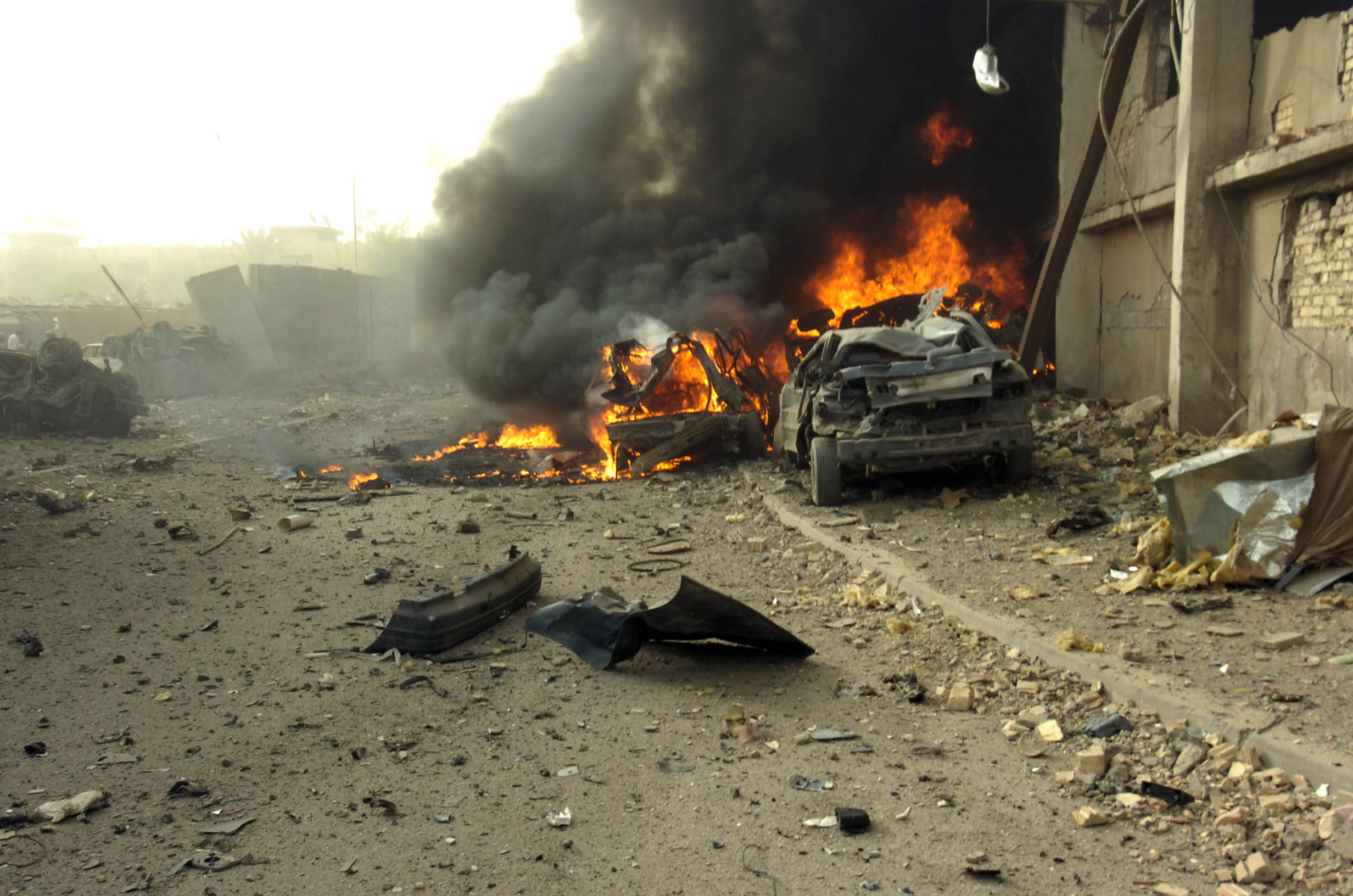
Autobombe im Irak

Über weite Strecken reflektiert der Roman das menschliche Ich, das Bewusstsein als höchstes Produkt der Evolution. Aus der Perspektive des berühmten Neurowissenschaftlers wie aus den verzerrten Wahrnehmungen des Kranken erscheint die Einheit unserer Wahrnehmungswelt immer stärker als zweifelhaft.

„Der Roman Das Echo der Erinnerung hat etwas von einer neurowissenschaftlich-psychologischen Versuchsanordnung. Powers Kardinalfragen, die die Handlung antreiben, sind: Wie konstruiert der menschliche Geist seine Umwelt? Gibt es einen freien Willen? Ist das Ich mehr als eine Schimäre?“

Marks analytisches Denken funktioniert auch nach dem Unfall, seine Erkenntnisse sind aber nicht mehr an die passenden Emotionen gekoppelt. In dieser irritierenden Situation sucht sein Ich nach „logischen“ Erklärungen: Wer ist diese Frau, die seiner Schwester so sehr ähnelt, ihn aber emotional völlig kalt lässt? Sie kann nur eine ungeheuer raffinierte Replikation sein. Wer aber hat die Macht, solche Manipulationen durchzuführen? Welche Interessen stecken dahinter? Es entwickelt sich eine paranoide Welt von Verschwörungstheorien, die aufgrund ihrer eiskalten Logik auch die Menschen um Mark Schluter zunehmend verunsichert.

„Powers’ erklärte Absicht aber ist es, den Leser an seinem eigenen Bewusstsein zweifeln zu lassen. Das Interessante an Capgras sei genau, dass es die Abhängigkeit unserer analytischen Fähigkeiten von den emotionalen dramatisch deutlich mache.“

Der Roman beginnt ca. ein halbes Jahr nach den Anschlägen vom 11. September am 20. Februar 2002 und erzählt die Zeit bis zum Irakkrieg. Erfasst die Paranoia zunächst nur den Kranken, so scheint nach und nach das gesamte Land von Angst und Hysterie geprägt. Marks bester Freund meldet sich freiwillig zur Nationalgarde und wird schließlich in den Irak geschickt, allgegenwärtig sind die Fernsehbilder von Krieg und Gewalt. Powers Roman vermeidet eine konkrete Parteinahme, tendiert aber zu fundamentaler Kulturkritik. Die zivilisatorische Entwicklung wird zur Gefahr für die gesamte Menschheit, was vor allem durch die immer neue Konfrontation mit dem urtümlichen Leben der Kraniche verdeutlicht wird. Powers sieht in Terror und Gewalt „etwas von politischem Capgras“. Der Roman prophezeit düster das Aufleben der Natur – lange nach dem Untergang der Menschheit.
Ein anderes Thema des Romans sind die Menschen in Kearney, Nebraska, dem geografischen Zentrum der USA. Geschildert werden eher kleine Leute, Schlachthofarbeiter wie Mark und seine Freunde, Krankenschwestern, Pionierdarsteller, kleine Büroangestellte wie Marks Schwester Karin, Erfolglose. Die große Welt ist hier nur auf der Durchreise zu Gast oder im allgegenwärtigen Fernsehen. Autofrisieren, Computerspiele, ärmliche Häuser von der Stange. Das wirkliche Leben ist anderswo – wenn da nicht die Kraniche wären. Dennoch zielt Powers hier auf das Zentrum Amerikas, auf Nationalismus und Vorurteile, auf Identitätsverlust, Intrigen und Existenznöte.

„Wer bei Google Earth ‚Kearney, Nebraska‘ eingibt, stößt direkt ins Herz Amerikas. Ein Volltreffer. Ein Ort, der schon durch seine Koordinaten mehr ist als nur ein Sammelplatz für 25 000 Seelen. Er ist die geographische Mitte Amerikas, das Zentrum, in dem sich alles bündeln soll, was sich über dieses Land sagen läßt, wenn man es als Romanschauplatz ins Visier nimmt: der Landeplatz für die ‚Great American Novel‘ und nicht nur für die halbe Million Kanadakraniche, die hier in jedem Februar auf ihrem Weg nach Alaska Station machen. Darunter macht es der neunundvierzigjährige Richard Powers nicht. Als Schwergewichtsschriftsteller findet er die große Welt auch im kleinsten Nest. Alles ist erläutert: von 9/11 bis zum Krieg gegen den Terror, von der Ökologie bis zur Kulturkritik, von der Flatrate bis zum Multi-Player-Onlinespiel, auch die Hirnforschung nicht zu vergessen.“

## Form

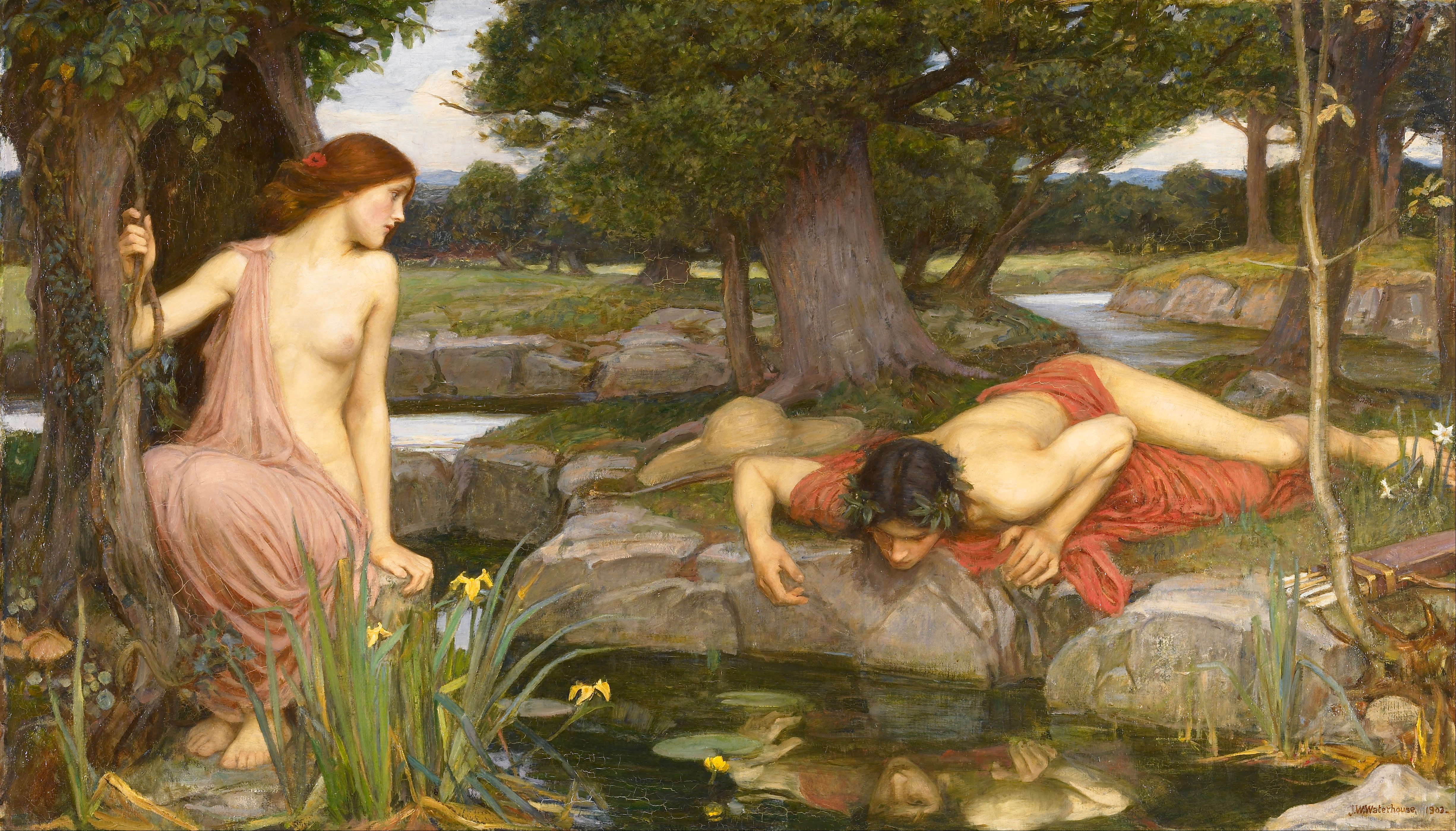
Echo and Narcissus, Gemälde von John William Waterhouse, 1903

Die Süddeutsche Zeitung war der Ansicht, Powers’ Buch sei nicht nur ein Roman, sondern „ein wissenschaftliches Werk über die Neurologie der Unfähigkeit, sich selbst als Ich, den Nächsten als Du und die Gesellschaft als Versammlung in sich selbst einheitlicher und einheitlich bleibender Individuen wahrzunehmen. Es ist eine exakte, überaus anschauliche Bestandsaufnahme des Segens und des Unglücks, die über den Menschen kamen, als er lernte, den Stoff zu erkennen, aus dem sein Selbst gemacht ist – und dieses Unglück ist ins Unermessliche gewachsen, seitdem er, in immer wieder überraschend hohem Maß, selbst entscheiden kann, was mit seinem Ich geschieht, auch in Gestalt von Operationen und Medikamenten. Daher ist das Buch auch ein philosophisches Werk über die Grundfrage des modernen Menschen: darüber, was ihn seelisch überhaupt zusammenhält. Und das alles geschieht, erstaunlich genug, ohne Verlust an Spannung und literarischer Kraft.“
Der amerikanische Titel The Echo Maker hat eine doppelte Bedeutung. In der Sprache der Indianer bezeichnet er die Kraniche und ihren Ruf. Er bezeichnet aber auch die Echos der Erinnerung, die unser Ich formen und prägen.

„Mark thus becomes a sort of echo maker. He thinks, for instance, that his house, ‚The HomeStar‘, and his dog, Blacky, have been taken somewhere else, and that a fake HomeStar and a fake Blacky exist in their places, exact in every detail but fake nonetheless.“

Enthält der Titel schon den Grundkonflikt zwischen gefährdeter Natur und dem fragilen Ich des Menschen, so entwickelt Powers die fünf Teile seines Buches aus den Zeilen eines geheimnisvollen Zettels, den Marks Schwester Karin am Bett des bewusstlosen Bruders findet:
- Teil 1: „Ich bin Niemand “
- Teil 2: „aber Heute Nacht auf der North Line Road“
- Teil 3: „führte GOTT mich zu dir“
- Teil 4: „damit Du Leben kannst“
- Teil 5: „und jemand anderen zurückholst“

Richard Powers’ komplexe Erzählung um Wissenschaft, modernes Leben und archaische Natur wird größtenteils aus der Perspektive der Schwester Karin geschrieben. Aber es gibt auch Passagen, in denen die Geschichte aus der Sicht des Arztes Gerald Weber oder des Patienten Mark Schluter erzählt wird. Dabei sind die Gedanken des Kranken für den Leser zwangsläufig am wenigsten nachvollziehbar und scheinen absurd. Trotz des verschlungenen Plots behält der Roman den Charme mündlichen Erzählens.

„«Das hat einen ganz einfachen Grund», sagt er. «Viele Schriftsteller lesen ihre Entwürfe laut vor, um zu hören, ob die Melodie ihrer Prosa stimmt. Indem ich die Texte nicht schreibe, sondern spreche, erledige ich zwei sonst getrennte Arbeitsschritte gewissermaßen in einem. Sie wissen wahrscheinlich, dass Musik eine wichtige Inspirationsquelle für mich ist.»“

Powers erzeugt Spannung. Seine Auseinandersetzung mit den Tiefen der menschlichen Psyche ist eingebunden in eine dramatische Handlung, die sich zusehends zuspitzt. Margaret Atwood vom New York Review of Books meint deshalb, man müsse das Buch zweimal lesen, da man beim ersten Durchgang, hingerissen vom Sog der Erzählung, viele Details überlese. Durch die Forschungen nach der Ursache des verheerenden Unfalls trägt der Roman nicht nur Züge eines Psycho- und Politdramas, sondern es entstehen auch Effekte des Kriminalromans.

## Rezensionen

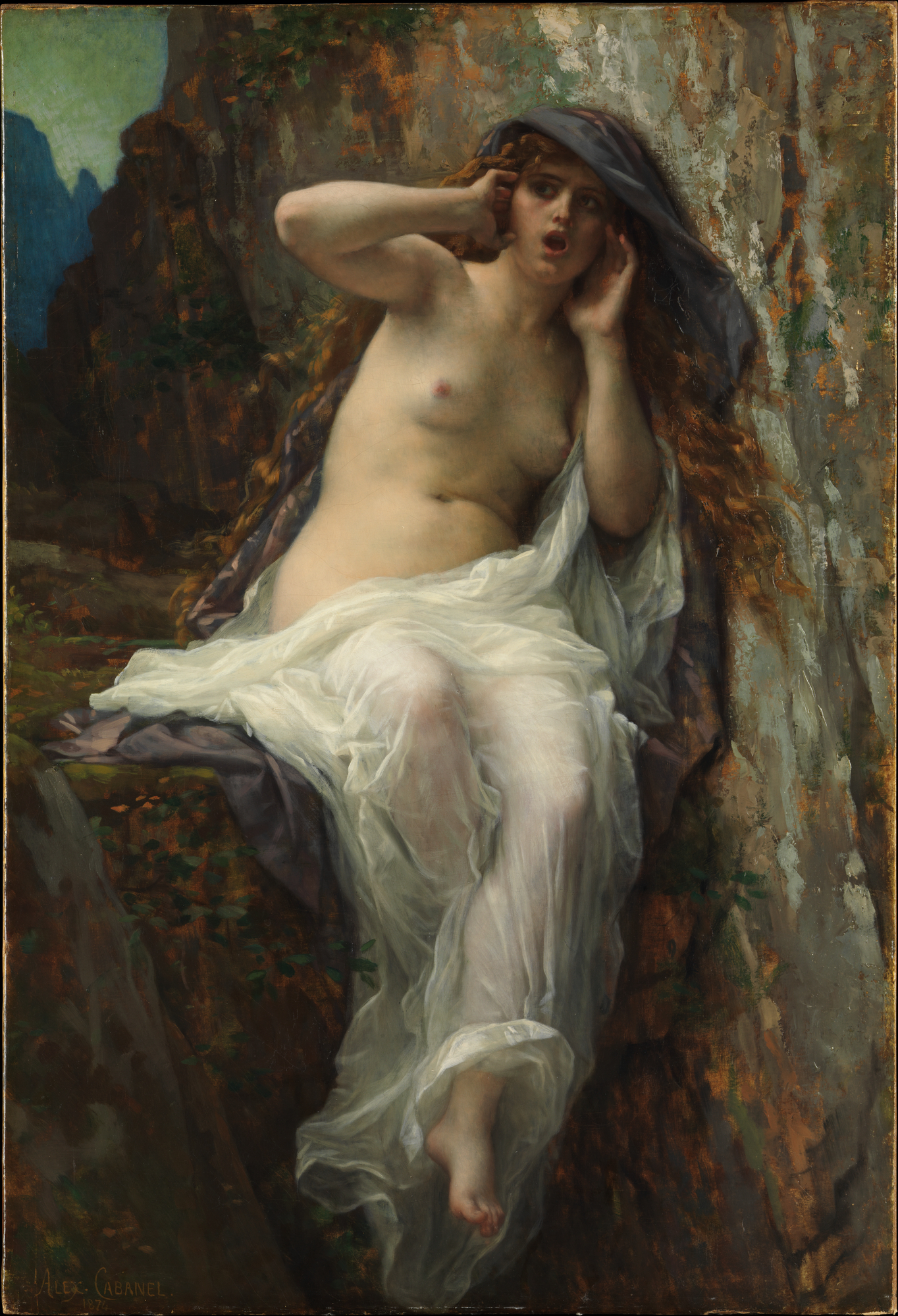
Echo, Gemälde von Alexandre Cabanel, 1887

Powers Roman wurde von der angelsächsischen Presse überwiegend begeistert aufgenommen. Die Kritikerin des New York Review of Books, Margaret Atwood, schreibt humorvoll, Powers bekomme Kritiken, für die andere Schriftsteller ihre Großmutter umbringen würden. Allgemein gelobt werden seine Bildung und sein Intellekt, die Fähigkeiten, komplexe Themen verständlich aufzuarbeiten.

„The Echo Maker is a grand novel – grand in its reach, grand in its themes, grand in its patterning. That it might sometimes stray over the line into the grandiose is perhaps unavoidable: Powers is not a painter of miniatures.“

„Das Echo der Erinnerungen ist ein großartiger Roman – großartig in seiner Reichweite, großartig in seinen Themen, großartig in seiner Gestaltung. Dass er vielleicht manchmal die Grenze zum Bombastischen überschreitet ist vielleicht unvermeidbar: Powers ist kein Miniaturenmaler.“
Auch Patrick Ness findet in seiner Rezension I am No One im Guardian lobende Worte:
„The Echo Maker turns out, happily, to be Powers’ most accessible novel to date, showing an ever-increasing skill at marrying his titanic smarts to plots that move and breathe. It is, as so many of his novels are, a story about the terrible flexibility of identity. “
Das Echo der Erinnerung erweist sich glücklicherweise als Powers’ bis heute zugänglichster Roman. Er zeigt die wachsende Fähigkeit, seine titanische Klugheit mit Plots zu verbinden, die atmen und leben
Ness sieht in den Kranichen die zentrale Metapher des Buches. Sie verkörperten den ewigen Kreislauf von Geburt und Wiedergeburt und archaischem Gedächtnis. Entgegen der Zerbrechlichkeit der menschlichen Erinnerungen riefen sich die Kraniche über die Jahrtausende, wie eine alte Cherokee-Weisheit behaupte. Sie verfügten über die sichere und instinktive Fähigkeit zur Wiedererkennung, die Mark Schluter fehle.
Die deutsche Literaturkritik urteilte differenzierter. Tanya Lieske sprach in ihrer Rezension in der Zeit von einem „völlig neuen Romantyp“, einer Kreuzung der „Gehirnforschung mit dem Gegenwartsroman“ und sieht das durchaus nicht nur positiv:

„Berücksichtigt man noch die gewieften Interessen des Autors, in lockerer Reihung sind dies Quantenphysik, Theorie der Zeit, virtuelle Realität oder auch die Gentechnologie, erklärt sich Richard Powers’ Hang zur literarischen Versuchsanordnung von selbst. Um es vorneweg zu sagen, das macht nicht nur froh. Bei der Lektüre seines jüngsten Romans, Das Echo der Erinnerung, fühlt man sich wie ein Gast in einem wissenschaftlichen Labor. Man sieht zu, wie der Autor seine Versuchsketten in ordentlicher Reihung auslegt, diverse Testpersonen in Umstände verwickelt, diese dann auf Ursache und Wirkung hin überprüft.“

Für Lieske sind die besten Passagen des Romans die dichten Schilderungen der Kraniche, ein ruhender Pol im Redestrom des Romans mit seinen zahllosen Verästelungen und Einsprengseln.
Peter Körte bemängelt in der FAZ unter dem Titel Die Kraniche des Pfiffikus Powers’ ausladende Schilderungen, die unnötigerweise stets mit einer Zusammenfassung endeten, es fehle ihnen die Schärfe eines Don DeLillo. Die Story leide zudem unter der übergroßen Bedeutungslast.

„Richard Powers fehlt die Lakonie, die Entspanntheit im Umgang mit der Welt, wie sie so viele große amerikanische Romane auszeichnet; und er mag sich nicht begnügen mit dem Horizont seiner Protagonisten, der ja, wenn er nur präzise genug geschildert wird, ganz von selbst über sich hinausweist. Er muß den Menschen Gedanken in den Kopf setzen oder Worte in den Mund legen, die sich dort sehr fremd ausnehmen.“

So wirkten seine Figuren teilweise holzschnittartig und typisiert. Karins alter und neuer Geliebter Daniel etwa sei ausschließlich Umweltschützer und Gutmensch aus der Provinz, Karin „kaum mehr als die leidende Opferfrau“. Der Neurologe Gerald Weber sei so unverkennbar Oliver Sacks, „daß er eigentlich seine Frau mit einem Hut verwechseln müßte“. Weber bestimme dabei die Perspektive des Erzählers, die Provinzler aus Kearney erschienen zunehmend als Fallbeispiele für psychische Störungen.

„Die tiefe Sinnkrise des Neurologen, dem konsequent der letzte Blick des Romans gilt, muß beglaubigen, daß auch die analytischen Wissenschaften ihr Heil nur noch im Narrativen suchen können. Und da möchte man Powers dann doch, auch wenn die Terminologie ein wenig bürokratisch klingt, mit Habermas zurufen, daß Erzählen und Erklären nun mal verschiedene Geltungsansprüche formulieren; daß die Formen, in denen wir uns einen Reim auf die Welt zu machen versuchen, sich mit gutem Grund nicht einfach ineinander auflösen lassen. Aber dafür ist es dann schon zu spät. Powers ist von seiner Mission derart erfüllt, daß der Roman am Ende weniger erzählt als über die Macht des Erzählens referiert.“

## Text
- Richard Powers: Das Echo der Erinnerung. Originaltitel: The Echo Maker. Übersetzung Manfred Allié, Gabriele Kempf-Allié, S. Fischer Verlag, Frankfurt am Main 2006, ISBN 3-10-059022-8.